# I na kovbojky občas padne smutek
I na kovbojky občas padne smutek (Even Cowgirls Get the Blues, 1976) je druhý román amerického postmodernistického humoristického spisovatele Toma Robbinse, v roce 1993 zfilmovaný.
Robbins v něm medituje zejména o tématech osobní svobody, chápání času, homosexuality, ženských práv, práv zvířat a náboženství.
Český překlad Jiřího Popela vyšel v nakladatelství Votobia roku 1996 (ISBN 80-7198-083-8) a podruhé v nakladatelství Argo roku 2003 (v edici AAA, ovšem s výrazně odlišnou grafickou úpravou, než je v ní obvyklé ISBN 80-7203-535-5).

## Děj
Hlavní hrdinka Sissy Hankshawová se narodí s nezvykle velkými palci. Tento svůj zdánlivý handicap využije k tomu, že se stane nejlepší stopařkou na světě. Setkává se s partou kovbojek (v čele s předačkou Bonanzou Jellybeanovou), které pracují na ranči Gumová růže, jehož majitelem je Sissyin dřívější zaměstnavatel, výrobce parfémů Hraběnka. Gumová růže slouží jako relaxační centrum pro bohaté dámy z města, ale kovbojky se postupně snaží udělat z něj skutečný ranč. Sissy narazí také na Číňáka, syna japonských Američanů, přírodního mudrce, který žije v horách nedaleko ranče, živí se jámy a jistou část svého života pobýval s Hodinovými lidmi – indiánským kmenem, který žije v podzemí a udržuje v chodu Hodinový stroj. Přestože je Sissy zasnoubená s Julianem Glitchem, prožije krátký románek jak s Číňákem, tak s Bonanzou Jellybeanovou. Sám Robbins v románu vystupuje nejen jako autor, který občas promlouvá přímo ke čtenáři (a společně s ním oslaví jubilejní stou kapitolu lahví šampaňského), ale nakonec také jako dr. Robbins, psychiatr, u kterého Sissy skončí.